# Künstlerhäuser Worpswede
Die Künstlerhäuser Worpswede e. V., gegründet 1971 in Worpswede unter der Leitung des Grafikers Martin Kausche, waren als Artist in Residence Programm bis Ende 2009 eine der größten Stipendiatenstätten Deutschlands,  und Europas.
In insgesamt zehn Ateliers lebten und arbeiteten Stipendiaten der Bildenden Kunst und Klangkunst für die Dauer von drei bis sechs Monaten. Im Bereich der Bildenden Kunst wurde die Vorauswahl durch internationale Experten getroffen. Die Vergabe der Stipendien erfolgte einmal jährlich auf Empfehlung einer Fachjury.
Getragen wurden die Künstlerhäuser Worpswede von der Barkenhoff-Stiftung Worpswede und der privaten Initiative Atelierhaus e. V., welche gemeinsam die Ateliers zur Verfügung stellen. Das Land Niedersachsen förderte die Einrichtung durch die Vergabe von Stipendien von monatlich 1.400 €.

## Geschichte
Seit 1971 waren über 400 Künstler aus mehr als 35 Ländern zu Gast. Unter den ehemaligen Stipendiaten finden sich viele renommierte internationale Künstler wie Cony Theis, Emmett Williams, Lili Fischer, Yuri Leiderman, Heini Linkshänder, Dan Perjovschi, Katharina Sieverding oder Egill Saebjoernsson sowie die Komponisten John Oswald, Peter Machajdík, Stefano Giannotti und Juan María Solare, sowie Karsten Sturm als Schriftsteller.
Ab Oktober 2006 erfuhren die Künstlerhäuser unter der Künstlerischen Leitung von Bernd Milla eine Neupositionierung mit Schwerpunkt auf nachhaltiger Künstlerförderung sowie künstlerischem und kulturellem Austausch. Neben der regelmäßigen Vorstellung der in den Ateliers entstandenen Arbeiten inner- und außerhalb Worpswedes fanden in der Remise des Barkenhoff auf diskursiver Ebene Künstlergespräche, Workshops und Symposien zur Künstlerförderung statt.
Die Zusammenarbeit mit Kunsthochschulen wurde dabei in die Konzeption einbezogen: So wurde in Kooperation mit der Zürcher Hochschule der Künste eine Editionsreihe mit Stipendiaten der Künstlerhäuser entwickelt, welche im Juni 2008 in einem mobilen Ausstellungsraum mit Stationen in Worpswede, Bremen, Kassel und Zürich gezeigt wurden.
Durch kurzfristige Gastaufenthalte konnten die Netzwerke zu Kuratoren, Galeristen und Kunstkritikern ausgebaut werden. Auch die Rückbindung ehemaliger Stipendiaten wurde von den Künstlerhäusern gepflegt. Beispielhaft sind hier die Ausstellungen worpswunder 2007 im Kunstverein Springhornhof Neuenkirchen und worpswelten im Göttinger Kunstverein 2008.
Das Land Niedersachsen hat 2009 beschlossen, die Stipendiatenförderung umzustellen und sie federführend bei der Leuphana Universität Lüneburg bei gleichzeitiger Erhaltung der Künstlerhäuser in Worpswede zu gestalten.
Ab 2010 mussten die Künstlerhäuser sich neu aufstellen und konnten zunächst nur lokale Stipendien anbieten. Mit EU-Fördergeldern konnte ab 2013 die überregionale Künstlerförderung wieder aufgenommen werden. Hierbei wurde erkannt, dass Touristen in Worpswede ältere Kunst bevorzugen, die Ateliers aber für die Zukunft des Künstlerdorfes wichtig sind.